# Wolna Cerkiew Pracownicza
Wolna Cerkiew Pracownicza (ros. Свободная трудовая церковь) - organizacja prawosławna działająca w ruchu odnowicielstwa. Szczyt jej aktywności przypadł na lata 1922–1924. 
Twórcą Wolnej Cerkwi Pracowniczej był Aleksiej Swiatogor, syn prawosławnego kapłana, który nie mając powołania wstąpił jak ojciec do seminarium duchownego i przyjął święcenia. Mimo przynależności do stanu duchownego związał się z rosyjskim ruchem anarchistycznym i zaczął pisać wiersze futurystyczne. Po rewolucji lutowej przystąpił do grupy anarchistów-biokosmitów, którzy głosili pokojową przemianę świata poprzez edukację i pracę kulturalną. Pozostawał również pod wpływem twórczości Dmitrija Mereżkowskiego. 
Do ruchu odnowicielskiego akces zgłosił w 1922, w momencie największego poparcia społecznego dla Żywej Cerkwi. Razem ze swoimi współpracownikami Smirnowem i Żytkinem pozyskał wówczas dla swojej organizacji arcybiskupa Joannicjusza (Smirnowa), który został tytularną głową Cerkwi Pracowniczej. Program organizacji układał już jednak głównie Swiatogor, który oparł go na radykalnych żądaniach społecznych. Wolna Cerkiew Pracownicza miała być organizacją kościelną pozbawioną ruchomego majątku. Zainspirowany przeprowadzoną przez władze konfiskatą majątku Rosyjskiego Kościoła Prawosławnego żądał jej kontynuowania aż do momentu, gdy w posiadaniu struktur religijnych nie pozostaną żadne wartościowe przedmioty. Postulował również, by dzwonnice cerkwi zostały zaadaptowane na obserwatoria astronomiczne lub meteorologiczne. 
Wolna Cerkiew Pracownicza pozostawała początkowo w dobrych stosunkach z Najwyższym Zarządem Cerkwi, głównym organem ruchu odnowicielskiego. Przyznał on organizacji Swiatogora jedną parafię w Moskwie, którą Swiatogor zmienił w centrum ruchu. Każde odprawiane w cerkwi nabożeństwo wiązało się z modlitwą za władze bolszewickie, zaś po zakończeniu modlitw ich uczestników zapraszano na wiec, w czasie którego każdy mógł się wypowiedzieć, zaś Swiatogor czytał swoje utwory poetyckie. Przez ok. 2 lata parafia św. Mikołaja w zaułku Juszkowskim cieszyła się dużym zainteresowaniem, zwłaszcza inteligencji i artystów tworzących w duchu futuryzmu. Mimo tego Swiatogor nie uzyskał ani dla siebie, ani dla arcybiskupa Joannicjusza stanowiska w Najwyższym Zarządzie Cerkwi, co skłoniło go do podjęcia krytyki również samej Żywej Cerkwi, którą oskarżał o stosowanie półśrodków. Tym bardziej stracił wówczas w oczach lidera Żywej Cerkwi Aleksandra Wwiedeńskiego, który uważał Swiatogora za niebezpiecznego ekstremistę. 
Działalność grupy zamarła po 1924. Część jej dotychczasowych sympatyków znalazła się wówczas w innych organizacjach odnowicielstwa. 